# Daniel Filipacchi
Daniel Filipacchi (nascut el 12 de gener de 1928) és el cap emèrit de Hachette Filipacchi Médias i un reconegut col·leccionista francès d'art surrealista.

## Carrera
Filipacchi va escriure i va treballar com a fotògraf per Paris Match des de la seva fundació el 1949 per Jean Prouvost. Mentre treballava a Paris Match i com a fotògraf d'una altra de les publicacions de Prouvost, Marie Claire — Filipacchi afirmaria més tard que no havia gaudit de fer fotografies, malgrat obtenir notorietat com a "paparazzo de bones maneres"-va promoure concerts de jazz concerts i fins i tot una discogràfica. A principis dels anys seixanta, en un moment en què el jazz no es tocava a les emissores de ràdio franceses de propietat del govern, Filipacchi (un reconegut expert en jazz) i Frank Ténot dirigiren un programa immensament popular a Europe 1 anomenat Pour ceux qui aiment le jazz.
Als anys seixanta, va presentar un programa de ràdio de rock and roll inspirat en Dick Clark's American Bandstand anomenat Salut les copains que va popularitzar el gènere musical ié-ié. L'èxit del programa va donar lloc a la creació de la revista del mateix nom, que va canviar el nom a Salut !, i que va posar en circulació un milió de còpies. Filipacchi va interpretar música rock americana i francesa en aquest programa de ràdio a principis dels anys seixanta. El programa i el propi Filipacchi van tenir un paper important en la formació d'una cultura juvenil dels anys seixanta a França.
Filipacchi va adquirir la venerable Cahiers du cinéma en 1964. Cahiers tenia greus problemes financers i els seus propietaris van convèncer Filipacchi de comprar una part majoritària per salvar-la de la ruïna. Filipacchi va contractar alguns de la seva pròpia gent i va redissenyar la revista per tenir un aspecte més modern i atractiu per als joves. Després dels esdeveniments revolucionaris del maig de 1968 a França i la posterior evolució de Cahiers a un fòrum més polític sota la influència del director maoista Jean-Luc Godard i d'altres, Filipacchi va voler sortir de la revista i va vendre la seva participació en 1969.
Va començar a publicar més revistes i va adquirir moltes altres, com Paris Match en 1976. Algunes eren per a noies adolescents (com Mademoiselle Age Tendre) i altres per adults (com Lui, quan Filipacchi va fundar en 1963 amb Jacques Lanzmann Newlook, i les edicions franceses de Playboy i Penthouse). El febrer de 1979 Filipacchi va comprar l'aleshores desapareguda Look. Va contractar Jann Wenner per posar-la en marxa el maig de 1979 però el llançament va ser un fracàs i Filipacchi va acomiadar tot el personal el juliol de 1979.

## Col·leccionista d'art
ARTnews ha enumerat en diverses ocasions Filipacchi entre els principals col·leccionistes d'art del món. L'art de la col·lecció de Filipacchi va formar part de l'exposició Private Passions del 1996 al Museu d'Art Modern de París. La seva col·lecció (juntament amb la del seu millor amic, el productor discogràfic Nesuhi Ertegün) fou exhibida al Guggenheim de Nova York el 1999 a Surrealism: Two Private Eyes, the Nesuhi Ertegun and Daniel Filipacchi Collections - un esdeveniment descrit per The New York Times com a "poderosa exhibició", prou gran com per "empaquetar el Museu Guggenheim del sostre al vestíbul".
Tot i que Filipacchi va demandar a la galeria de París que li va vendre un "Max Ernst" fals pintat en 2006 per 7 milions de dòlars EUA, va titllar al seu notori falsificador Wolfgang Beltracchi (alliberat el 9 de gener de 2015 després de complir tres anys de presó per les seves falsificacions) de "geni" en una entrevista del 2012.

## Vida personal
El seu pare era Henri Filipacchi, nascut a Izmir, descendent d'armadors de Venècia, d'ací el seu cognom italià. Es va casar amb la model Sondra Peterson, amb qui va tenir dos fills, Craig, i la novel·lista Amanda Filipacchi. Té una filla, Mimi, d’una relació anterior.